# 四湖交流道
四湖交流道，位於臺灣雲林縣四湖鄉，為台61線指標238、239公里處的交流道。交流道型式為分離式鑽石型，在2006年4月14日通車。北端出入口位於崙南村；南端出入口位於飛沙村。
|      | 238 四湖 |      | 南下 | 四湖 三條崙 |
| 北上 | 238 四湖 | 四湖 |      |             |

## 外部連結
- 台61線四湖交流道示意圖 （页面存档备份，存于）（交通部公路總局）